# Каралли, Вера Алексеевна
Ве́ра Алексе́евна Кара́лли (27 июля [8 августа] 1889, Москва, Российская империя — 16 ноября 1972, Баден, Австрия) — русская балерина, актриса немого кино, балетный педагог. Эмигрировав из Советской России, работала в Европе.

## Биография
Родилась в Москве 27 июля 1889 года в артистической семье: номинальный отец (удочеривший Веру лишь в 1902 году; фактически ее считали незаконнорожденной дочерью его отца, греческого консула в Москве) — провинциальный антрепренёр, режиссёр ярославского театра А. М. Каралли-Торцов (1861 — после 1930), мать — драматическая актриса О. Н. Каралли (урожд. Крушенкова, по сцене Ольгина; 1870—1928). В 1906 году Вера окончила театральное училище под руководством Александра Горского.
Гастролировала за рубежом в составе «Русского балета» Сергея Дягилева в 1909 году, а также в 1919 и 1920 годах. Солировала в Большом театре, в том числе в балетных постановках «Дочь фараона», «Жизнь за царя», «Лебединое озеро», «Саламбо» и других. Часто танцевала в паре с Михаилом Мордкиным. В 1914 году Каралли дебютировала в кино в драме Петра Чардынина «Ты помнишь ли?», где её партнерами были сам Чардынин и Иван Мозжухин. Вскоре стала одной из первых русских кинозвёзд, снявшись в 1915 году в восьми кинокартинах. В основном актриса снималась у Чардынина и ещё одного пионера русского кинематографа, Евгения Бауэра.
В 1908—1915 годах — гражданская жена Л. В. Собинова.
После революции 1917 года Каралли эмигрировала; жила в Литве, где в Каунасе преподавала искусство танца, работала в Румынии, снималась во Франции и Австрии.
С 1942 года замужем за Борисом Александровичем Шишкиным.
С 1956 года обосновалась в Вене, где давала уроки балетного мастерства. Умерла в австрийском Бадене (нем. Baden bei Wien, Weilburg str. 95) 16 ноября 1972 года в возрасте 83 лет.
Подавала прошение с просьбой вернуться на родину; 1 ноября 1972 года получила советский паспорт, но через две недели её не стало.

## Партии
- «Лебединое озеро» — Одетта-Одиллия.
- «Баядерка» — Никия.
- «Дон Кихот» — Китри.
- «Раймонда» — Раймонда.
- «Дочь фараона» — Аспиччия.
- «Тщетная предосторожность» — Лиза.
- «Жизель» — Жизель.

## Смерть Распутина
С 1915 года Вера Каралли была любовницей Великого князя Дмитрия Павловича и, предположительно, могла быть соучастницей в убийстве Распутина в декабре 1916 года. По одной из версий, она, наряду с Марианной фон Пистолькорс, являлась одной из двух женщин, присутствовавших в эту ночь во дворце Феликса Юсупова. Сами участники заговора имён этих женщин официально не называли.

## Фильмография
| Год  | На русском                 | На языке оригинала      | Роль                                      |
| ---- | -------------------------- | ----------------------- | ----------------------------------------- |
| 1921 | Женская месть              | Die Rache einer Frau    | Вера Кароли                               |
| 1919 | Ночь 11 сентября           | La Nuit du 11 septembre | ?                                         |
| 1918 | Мечта и жизнь              | —                       | Наташа Бробова                            |
| 1917 | Набат                      | —                       | Магда                                     |
| 1917 | Умирающий лебедь           | —                       | Немая танцовщица Гизелла                  |
| 1917 | Король Парижа              | —                       | ?                                         |
| 1916 | Возмездие                  | —                       | Маша Бельская; вторая роль — леди Гермион |
| 1916 | Сёстры Бронские            | —                       | Анна Бронская                             |
| 1916 | Гриф старого борца         | —                       | Криста, дочь виноградаря                  |
| 1915 | Драконовский контракт      | —                       | Дочь директора                            |
| 1915 | Счастье вечной ночи        | —                       | Лиля Плескова                             |
| 1915 | Любовь статского советника | —                       | Танцовщица Лола                           |
| 1915 | Обожжённые крылья          | —                       | Таня                                      |
| 1915 | Тени греха                 | —                       | Ирина Кареева (в замужестве Верховская)   |
| 1915 | Наташа Ростова             | —                       | Наташа Ростова                            |
| 1915 | Война и мир                | —                       | ?                                         |
| 1915 | После смерти               | —                       | Зоя Кадмина                               |
| 1914 | Хризантемы                 | —                       | Вера Алексеевна Неволина                  |
| 1914 | Сорванец                   | —                       | Любочка                                   |
| 1914 | Ты помнишь ли?             | —                       | Елена Нильская                            |

## Художественная биография
В 2009 году издана написанная Геннадием Каганом художественная биография Веры Каралли. Достоверно известные факты жизни актрисы в этом издании сочетаются с отступлениями от исторической действительности, автор достаточно вольно обходится с хронологией и последовательностью событий.